# Maluixa
Maluixa o Malfrida (en rus i ucraïnès: Малушa, nòrdic antic: Málfríðr) històricament coneguda com la kholop d'Olga de Kíev i la concubina del seu fill Sviatoslav I de Kíev. D'acord amb les cròniques eslaves, va ser la mare de Vladímir el Gran i germana de Dobrinia. Les sagues nòrdiques descriuen a la mare de Vladímir com una profeta que va viure fins a l'edat de 100 anys i va ser portada de la seva cova fins al palau per predir el futur. Probablement era d'origen nòrdic.

## Origen real
Com les cròniques no diuen res sobre la genealogia de Maluixa, els historiadors russos del segle xix van idear diverses teories per explicar el seu parentesc i nom.
El destacat investigador de cròniques i lingüista Aleksei Xakhmatov considerava a Maluixa filla de Mstisha Svenéldovich, fill del voivoda vareg Sveinald. Creia que el nom Maluixa era una versió eslauvissada del nom escandinau Malfrida. La Crònica Primària registra que certa Malfrida va morir l'any 1000. Aquest registre precedeix a la mort de Rogneda Rogvolodovna. Com Rogneda era l'esposa de Vladímir, els historiadors assumeixen que Malfrida era altre parent propera del príncep governant, com la seva esposa o mare. Un altre historiador rus, Dmitri Ilovaiski, va arribar a una conclusió oposada: el nom eslau Maluixa va esdevenir el Malfrida escandinau. L'historiador ucraïnès Mijailo Grushevski critica ambdues versions.